# Mimalblymoroides heinrichi
Mimalblymoroides heinrichi là một loài bọ cánh cứng trong họ Cerambycidae.